# Calibre 45
Calibre 45 (Colt .45, no original em inglês) é um filme norte-americano de 1950, do gênero faroeste, dirigido por Edwin L. Marin e estrelado por Randolph Scott e Ruth Roman.
O filme foi um dos maiores sucessos de bilheteria de 1950. Foi também o último trabalho do ator Alan Hale, falecido em 22 de janeiro daquele ano.

## Sinopse
Steve Farrell é o vendedor de armas injustamente acusado de fazer parte do bando de Jason Brett quando este rouba seu distintamente longo Colt .45 para usá-lo em vários assaltos. Assim, resta a ele sair no encalço de Jason para limpar seu nome.

## Elenco
| Ator/Atriz         | Personagem    |
| ------------------ | ------------- |
| Randolph Scott     | Steve Farrell |
| Ruth Roman         | Beth Donovan  |
| Zachary Scott      | Jason Brett   |
| Alan Hale          | Xerife Harris |
| Lloyd Bridges      | Paul Donovan  |
| Ian McDonald       | Miller        |
| Chief Thundercloud | Walking Bear  |